# Novi val (glasba)
Novi val (uporablja se tudi angleški izraz new wave) je glasbena zvrst pop/rock glasbe, ki je bila ustvarjena v obdobju od poznih 1970-ih do sredine 80-ih let. Njen razvoj je bil povezan z nastankom punk rock glasbe. Pojem se uporablja za kategorizacijo zelo raznovrstnih izvajalcev, zato okoli njega pogosto nastaneta zmeda in kontroverznost. Zvok novega vala poznih 70-ih let se je odmaknil od gladkega zvoka bluesa in rock and rolla. Na njegovem mestu je nastala glasba z občutkom trzanja in razdraženosti, z odsekanimi melodijami na kitari in hitrimi tempi. Sprva je bil novi val – kakor tudi post-punk – obravnavan kot sopomenka za punk rock, nato pa se je razvejal v razločen, samostojen glasbeni slog, ki je inkorporiral tudi elektronsko, eksperimentalno, mod, disko in pop glasbo. Posledično so se iz njega razvile podzvrsti in mešane zvrsti, kot so synthpop, college rock in gothic rock.
Novi val se od ostalih gibanj, ki so izhajala iz prvega vala punk glasbe, razlikuje po tem, da kaže značilnosti, ki so sicer značilne za pop glasbo, v nasprotju z bolj "umetniškim" post-punkom (čeprav vsebuje velik del  zvoka in značaja originalnega punk rocka), hkrati pa kaže večjo kompleksnost tako glasbe kot besedil. Poleg vpliva punka je novi val razpoznaven tudi po uporabi sintesajzerjev ter elektronske produkcije, po večjem pomenu stiliziranja in umetniškega vtisa in po večji raznolikosti.
Novi val velja za eno od najznačilnejših zvrsti 1980-ih. Ta status je pridobil po tem, ko so veliko pesmi te zvrsti predvajali na MTV-ju (videospot za pesem "Video Killed the Radio Star" skupine The Buggles je bil prvi predvajani videospot na svetu, z namenom promocije kanala), in s priljubljenostjo več novovalovskih izvajalcev, ki jim jo je MTV zagotovil z vrtenjem videospotov. Sredi 80-ih so se meje med novim valom in drugimi glasbenimi zvrstmi začele brisati. Novi val je bil od 90-ih naprej že večkrat obujen, po vzponu "nostalgije" za raznimi izvajalci, na katere je novi val vplival. Obuditve v 1990-ih in 2000-ih so bile majhne, a so do leta 2004 postale popularne, zato je novi val vplival na razvoj veliko drugih glasbenih slogov. V 2000-ih je več izvajalcev raziskovalo novovalovski in post-punkovski vpliv; to so bili npr. The Strokes, Interpol, Franz Ferdinand in The Killers.

## Novi val v Jugoslaviji
Novi val se je razvijal tudi v Socialistični federativni republiki Jugoslaviji. V hrvaščini in slovenščini se je imenoval novi val, v srbščini novi talas (нови талас), v makedonščini pa kot nov bran; vse troje pomeni "novi val". Glavni vpliv za sceno je bila, tako kot v Združenem kraljestvu in ZDA, glasba punk rocka, poleg tega pa tudi ska, reggae, 2 tone, power pop in mod glasba. Mnogo izvajalcev je pripadalo tudi jugoslovanski punk sceni, ki je obstajala že pred novim valom. Take izvajalce so označevali z obema pojmoma, ki sta sprva označevala isto vrsto glasbe.

### Pregled
Novi val in punk glasba sta se kljub socialistični ureditvi države lahko razvila tudi v Jugoslaviji, saj (v primerjavi s Sovjetsko zvezo) ni bila del Vzhodnega bloka in je bila zato odprta vplivu zahodne glasbe (Velika Britanija in ZDA). Novovalovska scena je nastala v poznih 1970-ih letih in je imela močan vpliv na jugoslovansko kulturo. Glasbo, nastalo na splošno na jugoslovanski rock sceni, so krili mediji in bila je priljubljena. Novi val so še posebej oglaševale revije, kot sta Polet iz Zagreba in Džuboks iz Beograda, priljubljenost pa je širila tudi televizijska oddaja Rokenroler, znana po umetniških videospotih.
Kljub protidržavni naravi gibanja ga je, do neke mere, podpirala tudi Zveza komunistov Jugoslavije, zlasti Zveza komunistične mladine Jugoslavije. Slednja je pogosto organizirala koncerte, festivale, zabave, razstave in druge kulturne dogodke. Besedila pesmi, ki so kritizirala in satirično obravnavala napake jugoslovanskega socializma, so veljala za "koristno in prijateljsko kritiko" in so jih oblasti večinoma dopuščale (občasno s cenzuro) – dober primer je zagrebška skupina Azra, znana po družbenokritičnih besedilih pesmi. Jugoslovanska novovalovska scena je sodelovala tudi z raznimi konceptualnimi ali umetniškimi gibanji: pop art, avantgarda itd.
Pomembnejši izvajalci jugoslovanskega novega vala so bili: Azra, Šarlo akrobata, Idoli (znani po pesmi "Maljčiki" in njenem videospotu, v katerem so se posmehovali sovjetskemu socrealizmu), Pankrti (prva jugoslovanska punk skupina), Prljavo kazalište, Električni orgazam, Slađana Milošević, Haustor, Buldožer, Laboratorija zvuka, Film, Lačni Franz in veliko drugih.
Z vedno manjšo priljubljenostjo hard rocka in progresivnega rocka pri mladini v poznih 70-ih in z večjo razširjenostjo punka in novega vala je celo kultna rock skupina Bijelo dugme spremenila svoj slog.
Kompilacije, ki pričajo o obsežni prisotnosti novega vala v Jugoslaviji, so Paket aranžman, Novi punk val, Artistička radna akcija in film Fant, ki obljublja (Dečko koji obećava).

### Upad
Do sredine 80-ih let je vpliv novega vala začel upadati in nekatere skupine so bodisi razpadle bodisi spremenile glasbeno usmerjenost. Obdobje okoli leta 1982 velja za posebej pomembno za upad novega vala v Jugoslaviji. Poleg splošnega upada novega vala po svetu je bilo še več razlogov: ekonomska kriza v prvi polovici 80-ih in politična nestabilnost, še posebej na območju Socialistične avtonomne pokrajine Kosovo leta 1981 po smrti Josipa Broza - Tita. Poleg tega so se glasbene zvrsti, kot so post-punk, dark wave, gothic rock in synthpop, vztrajno širile po svetu, tudi po Jugoslaviji.
Šarlo akrobata so spremenili svoj slog iz ska/reggae zvoka na globlji post-punk zvok. Nastopili so tudi kot predskupina na koncertu skupine Gang of Four v Zagrebu, nato pa 1981 razpadli.
Milan Mladenović, njihov vokalist in kitarist, je 1982 ustanovil kultno skupino Ekaterina Velika, ki sta jo zaznamovala temačni, poetični post-punk pristop in intelektualni odnos do tematike. Istega leta je Dušan Kojić - Koja, basist Šarlo akrobata, ustanovil skupino Disciplina kičme, ki je kasneje postala mednarodno znana (kot "Disciplin A Kitschme").
Idoli, Prljavo kazalište in Film (slednji kasneje kot Jura Stublić i Film) so postali pop ali pop rock izvajalci in vsi od njih so doživeli velik komercialni uspeh. Azra se je v 80-ih pomaknila proti rocku z občasnimi elementi folk rocka, a so bile pesniške opazke pevca Johnnyja Štulića še vedno prisotne v besedilih. Električni orgazam je postala komercialna rock skupina, navdih je črpala v glavnem v skupinah iz 60-ih, kot so, denimo, The Rolling Stones.

### Zapuščina
Obdobje jugoslovanskega novega vala še vedno velja za "zlato dobo" pop in rock glasbe v državah, ki so nastale po razpadu Jugoslavije. Jugoslovanska novovalovska scena je proizvedla nekatere izmed najpomembnejših jugoslovanskih glasbenih izvajalcev, odobravali pa so jo tudi zahodnjaški mediji (predvsem revija Melody Maker), trdeči, da je bila glasba izvirna in kvalitetna.
Leta 2004 je Igor Mirković posnel film z naslovom Srečen otrok ("Sretno dijete") – naslov je vzet iz pesmi skupine Prljavo kazalište. Zgodba filma pokriva pomembnejše dogodke jugoslovanske scene novega vala.

### Seznam izvajalcev
- Slovenija:
  - Avtomobili (Nova Gorica) – zgodnje obdobje
  - Borghesia (Ljubljana - Reka)
  - Buldožer (Ljubljana)
  - Lačni Franz (Maribor)
  - Pankrti (Ljubljana)
  - Videosex (Ljubljana)

- Hrvaška:
  - Aerodrom (Zagreb) – samo na albumu Tango bango
  - Animatori (Zagreb)
  - Azra (Zagreb)
  - Boa (Zagreb)
  - Denis & Denis (Reka)
  - Drugi način (Zagreb)
  - Film (Zagreb)
  - Haustor (Zagreb)
  - Mrtvi kanal (Reka)
  - Paraf (Reka)
  - Parlament (Zagreb)
  - Parni valjak (Zagreb) – samo na albumu Vruće igre
  - Patrola (Zagreb)
  - Prljavo kazalište (Zagreb)
  - Problemi (Pula)
  - Stidljiva ljubičica (Vrbovec)
  - Termiti (Reka)
  - Xenia (Reka/Zagreb) – zgodnje obdobje
  - Zvijezde (Zagreb)
- Bosna in Hercegovina:
  - Bijelo dugme (Sarajevo) – samo na albumu Doživjeti stotu
  - Kongres (Sarajevo) – na albumu Zarjavele trobente
  - Zabranjeno pušenje (Sarajevo) – samo na albumu Das ist Walter
- Makedonija:
  - Cilindar (Skopje)
  - Haos in Laos (Skopje)
  - Mizar (Skopje) – zgodnje obdobje
  - Badmingtons (Skopje)
  - Bastion (Skopje)
  - Padot na Vizantija (Skopje) – zgodnje obdobje
  - Aleksandar Makedonski (Skopje)
  - Fol jazik (Skopje)
- Srbija:
  - Bezobrazno zeleno (Beograd) – zgodnje obdobje
  - Boye (Novi Sad) – zgodnje obdobje
  - Bulevar (Beograd)
  - Čista proza (Novi Sad)
  - Defektno efektni (Beograd)
  - Doktor Spira i ljudska bića (Beograd)
  - Električni orgazam (Beograd)
  - Grupa I (Beograd)
  - Gjurmët (Priština)
  - Idoli (Beograd)
  - Kontraritam (Novi Sad)
  - Kozmetika (Beograd)
  - Laki pingvini (Beograd) – zgodnje obdobje
  - La Strada (Novi Sad) – zgodnje obdobje
  - Luna (Novi Sad)
  - Laboratorija zvuka (Novi Sad) – samo na albumu Duboko u tebi
  - Obojeni program (Novi Sad) – zgodnje obdobje
  - Pekinška patka (Novi Sad)
  - Pasta ZZ (Beograd)
  - Petar i zli vuci (Beograd)
  - Piloti (Beograd)
  - Profili profili (Beograd)
  - Propaganda (Beograd)
  - Radnička kontrola (Beograd)
  - Slađana Milošević (Beograd) – samo na albumu Neutral Design
  - Šarlo akrobata (Beograd)
  - TV moroni (Beograd)
  - Urbana gerila (Beograd)
  - U škripcu (Beograd) – zgodnje obdobje
  - Talas (Beograd)
  - Zana (Beograd) – zgodnje obdobje